# Finkenwerder Herbstprinz
Finkenwerder Herbstprinz sinónimo: Hassenkopf es el nombre de una variedad cultivar de manzano (Malus domestica). 
Una variedad de manzana cultivada, que pertenece al grupo de manzanas alemanas antiguas de la herencia, que estuvo particularmente extendida en el Bajo Elba Hamburg-Finkenwerder. Esta variedad fue la elegida como la variedad de huerto del año 2001 en el Norte de Alemania.

## Sinonimia
- "Finkenwerder Prinz",
- "Hassenkopf",
- "Klapperapfel".

## Historia
'Finkenwerder Herbstprinz' es una variedad de manzana alemana antigua de la herencia, que se originó como una plántula al azar, posiblemente progenie de 'Prinzenapfel', en algún momento a fines del siglo XIX en la isla de Finkenwerder (Isla de los pinzones) en el río Elba, en las afueras de Hamburgo, en el Norte de Alemania. Aunque se cultivó ampliamente a principios del siglo XX, se ha vuelto difícil de encontrar desde la década de 1960 en toda Alemania.

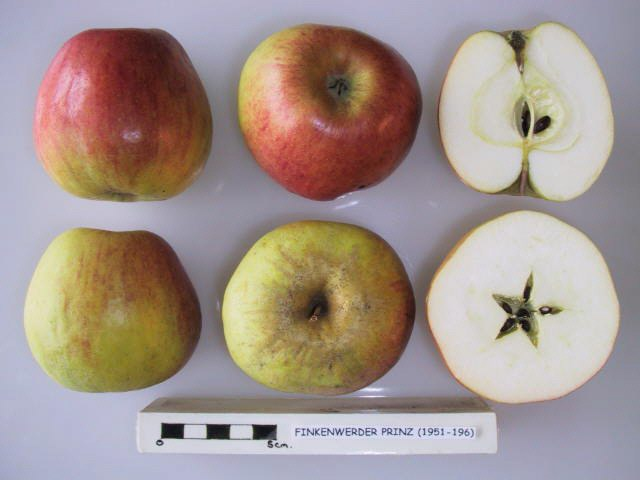
La manzana 'Finkenwerder Herbstprinz' en la "National Fruit Collection" en secciones cruzadas.

'Finkenwerder Herbstprinz' está cultivada en diversos bancos de germoplasma de cultivos vivos tales como en National Fruit Collection (Colección Nacional de Fruta) de Reino Unido con el número de accesión: 1951-196 y el nombre de accesión: Finkenwerder Prinz. Recibido por el "National Fruit Trials" (Probatorio Nacional de Frutas) en 1951 procedentes de Alemania.
La histórica variedad de manzana recibió atención a nivel nacional en Alemania cuando se mencionó varias veces en la novela "Altes Land"  (2015) de Dörte Hansen.

## Características
'Finkenwerder Herbstprinz' es una variedad con árboles muy grandes y saludables que necesitan un suelo fresco y rico en nutrientes, con aireación. También sobrevive varias semanas de inundaciones en el sitio. Tiene un tiempo de floración que comienza a partir del 6 de mayo con el 10% de floración, para el 12 de mayo tiene una floración completa (80%), y para el 22 de mayo tiene un 90% caída de pétalos.
'Finkenwerder Herbstprinzl' tiene una talla de fruto de mediano a grande, con altura promedio de 67.50mm y con anchura promedio de 71.00mm; forma del fruto cónica con lados acanalados; con nervaduras fuertes, y con corona débil; epidermis cuya piel es fuerte, con un color de fondo verde, que muestra sobre color (5-20%) de lavado de rojo con un patrón de rayas deshechas en la cara expuesta al sol, que está ligeramente marcado con lenticela pequeñas, escasas y de color claro, marcado con algo de parches de ruginoso-"russeting", ruginoso-"russeting" (pardeamiento áspero superficial que presentan algunas variedades) débil; cáliz con ojo de tamaño mediano, y semiabierto, colocado en una cuenca amplia y poco profunda, y con algo de maraña de ruginoso-"russeting" en su pared; pedúnculo largo y de un calibre medio, colocado en una cavidad estrecha y profunda con forma de embudo, que presenta ruginoso-"russeting"; pulpa es de color blanco amarillento, que presenta en su pulpa vitrificaciones (concentrado de azúcares que le da apariencia de vidrio), con textura de grano fino, firme, y sabor aromático agridulce con un toque de acidez.
Las manzanas se consideran una variedad de invierno. Su tiempo de recogida de cosecha se inicia finales de octubre. Se mantiene bien tres mese en frigorífico. El sabor mejora en el almacenamiento.
Se midió un contenido de polifenoles muy alto de 1592 mg/kg en análisis financiados por donaciones. Los polifenoles son beneficiosos para la salud y pueden hacer que las sustancias alergénicas de las manzanas sean inofensivas.

## Usos
Para consumirlo en fresco, como compota de manzana y para repostería.
Esta es una variedad considerada como manzana para la elaboración de sidra, del grupo "Agridulce", con un ºBrix: 13,5.

## Ploidismo
Diploide, auto estéril. Grupo de polinización: D, Día 12.